# Playmobil: Filmul
Playmobil: Filmul (titlu original: Playmobil: The Movie) este un  film 3D de animație și comedie produs de Method Animation și distribuit de Pathé Distribution.

## Povestea
Când fratele ei, Charlie, dispare pe neașteptate în universul magic Playmobil, Marla e nevoită să pornească în călătoria vieții ei pentru a-l aduce înapoi. Dar, pentru că e complet nepregătită pentru această aventură într-o lume complet nouă, Marla va trebui să accepte să facă echipă cu noii ei prieteni, cunoscuți pe drum: Del, vorbărețul șofer de camion, Rex Dasher, fermecătorul agent secret, un robot complet disfuncțional, dar cu o inimă mare, o zână extravagantă, și mulți alții.

## Distribuție
- Anya Taylor-Joy - Marla Brenner[7]
- Gabriel Bateman - Charlie Brenner[8]
- Jim Gaffigan - Del
- Daniel Radcliffe - Rex Dasher[9][10][11]
- Adam Lambert - Emperor Maximus[12][13]
- Kenan Thompson - Bloodbones[14]
- Meghan Trainor - The Fairy Godmother[15][15]
- Lino DiSalvo - Robotitron
- Maddie Taylor - Glinara
- Kirk Thornton - Ook Ook
- Dan Navarro - Viking Leader
- Paloma Michelle - Valera[16]
- Spike Spencer - Adunare vocea[17]
- Benjamin Diskin - Seadog